# Захнево
Захнево — деревня в Рузском районе Московской области, входящая в состав сельского поселения Старорузское. Население — 6 жителей на 2006 год. До 2006 года Захнево входило в состав Комлевского сельского округа.
Деревня расположена в центральной части района, примерно в 4 км к северо-западу от Рузы, на водоразделе реки Пальна и её безымянного левого притока, высота центра деревни над уровнем моря 189 м. Ближайшие населённые пункты — Никулкино в 1 км на северо-запад, Воскресенское в 2,3 км на юго-запад и Горки в 2,1 км на северо-восток.